# Mandelbaum Farkas
Mandelbaum Farkas, Benjámin Zeév Mandelbaum (1805. vagy 1815. – Szatmárnémeti, 1897. szeptember 27.) Szatmárnémeti rabbija.

## Élete
Tanulmányait Magyarországon és Pozsonyban végezte. A szatmárnémeti zsidó hitközség megalapításától, 1842-től (más források szerint 1843-tól) látta el a rabbisággal járó teendőket. Ortodox egyházi vezető volt, akik szolgálata során végig ellenállt a vallási (neológ) újítások bevezetésének. A hitközség ugyanakkor nagy fokú fejlődésen ment át időszaka alatt, 1858-ban zsinagóga, 1863-ban rituális fürdő, 1864-ben zsidó fiúiskola épült a településen. A hitközség szabályzatát 1871-ben foglalták írásba.
1892-ben a korábbi épület tönkremenetele miatt új, nagyobb zsinagóga épült.
Mandelbaum Farkas 1897-ben hunyt el végelgyengülés következtében, miután 55 éven keresztül vezette a hitközséget. Érdekesség, hogy hosszú élete során nem tanult meg magyarul. Utóda a rabbiszékben Grünwald Juda lett. Fia, Mandelbaum Ármin Marosvásárhelyen működött rabbiként.